# Phalanta interposita
Phalanta interposita är en fjärilsart som beskrevs av James John Joicey och Talbot 1916. Phalanta interposita ingår i släktet Phalanta och familjen praktfjärilar. Inga underarter finns listade i Catalogue of Life.